# Penkun
Penkun  är en mindre stad i det nordtyska förbundslandet Mecklenburg-Vorpommern.
Staden ingår i kommunalförbundet Amt Löcknitz-Penkun tillsammans med kommunerna Bergholz, Blankensee, Boock, Glasow, Grambow, Krackow, Löcknitz, Nadrensee, Plöwen, Ramin, Rossow och Rothenklempenow.

## Geografi
Penkun ligger 25 kilometer sydväst om den polska staden Szczecin i den södra delen av distriktet Vorpommern-Greifswald.
Staden har följande ortsdelar: Penkun, Grünz, Radewitz, Sommersdorf, Storkow, Wollin och Friedefeld.

## Historia
Orten Pencun omnämns första gången 1240 och fick stadsrättigheter troligtvis före 1284. Fram till slutet av trettioåriga kriget tillhörde Penkun hertigdömet Pommern. 1648 tillföll staden Sverige och ingick i Svenska Pommern.   
Penkun var i svensk ägo fram till 1720, då den övergick till Preussen. 
Fram till 1945 låg Penkun inom Regierungsbezirk Stettin, vilket ändrades då man i Potsdamkonferensen beslöt att dra den polsk-tyska gränsen väster om Oder-Neisse vid staden Stettin, så att regionens huvudstad hamnade på polskt territorium.

### Östtyska tiden
Under DDR-tiden tillhörde Penkun distriktet Pasewalk, som låg inom länet Neubrandenburg (1952–1994).

### Befolkningsutveckling
Befolkningsutveckling  i Penkun
Källa:

## Sevärdheter
- Slottet Penkun, från 1600-talet
- Nygotisk kyrka, från 1850-talet

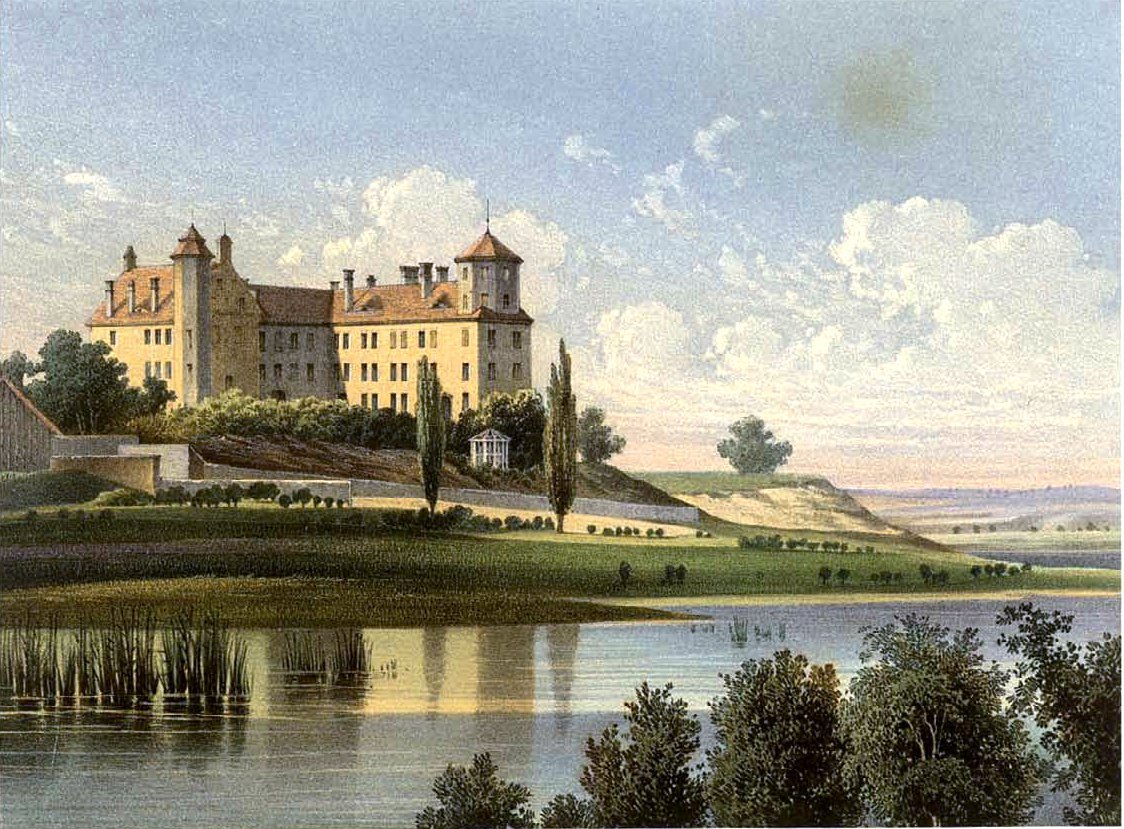
Slottet i Penkun (målning från Alexander Dunckers samling)

- Tysklands största stubbkvarn i ortsdelen Storkow

## Vänorter
Staden Penkun har tre vänorter:
- Lubien i Polen
- Fors i Frankrike
- Widuchowa i Polen

## Kommunikationer
I närheten av Penkun går motorvägen (tyska:Autobahn) A 11 och genom ortsdelen Storkow går förbundsvägen B 113 (tyska: Bundesstraße).